# City Airport Train
Der City Airport Train, kurz CAT, ist ein österreichischer Pendelzug, der auf der Pressburger Bahn ohne Zwischenhalt zwischen dem Flughafen Wien in der Stadtgemeinde Schwechat und dem Bahnhof Wien Mitte pendelt.

## Betrieb

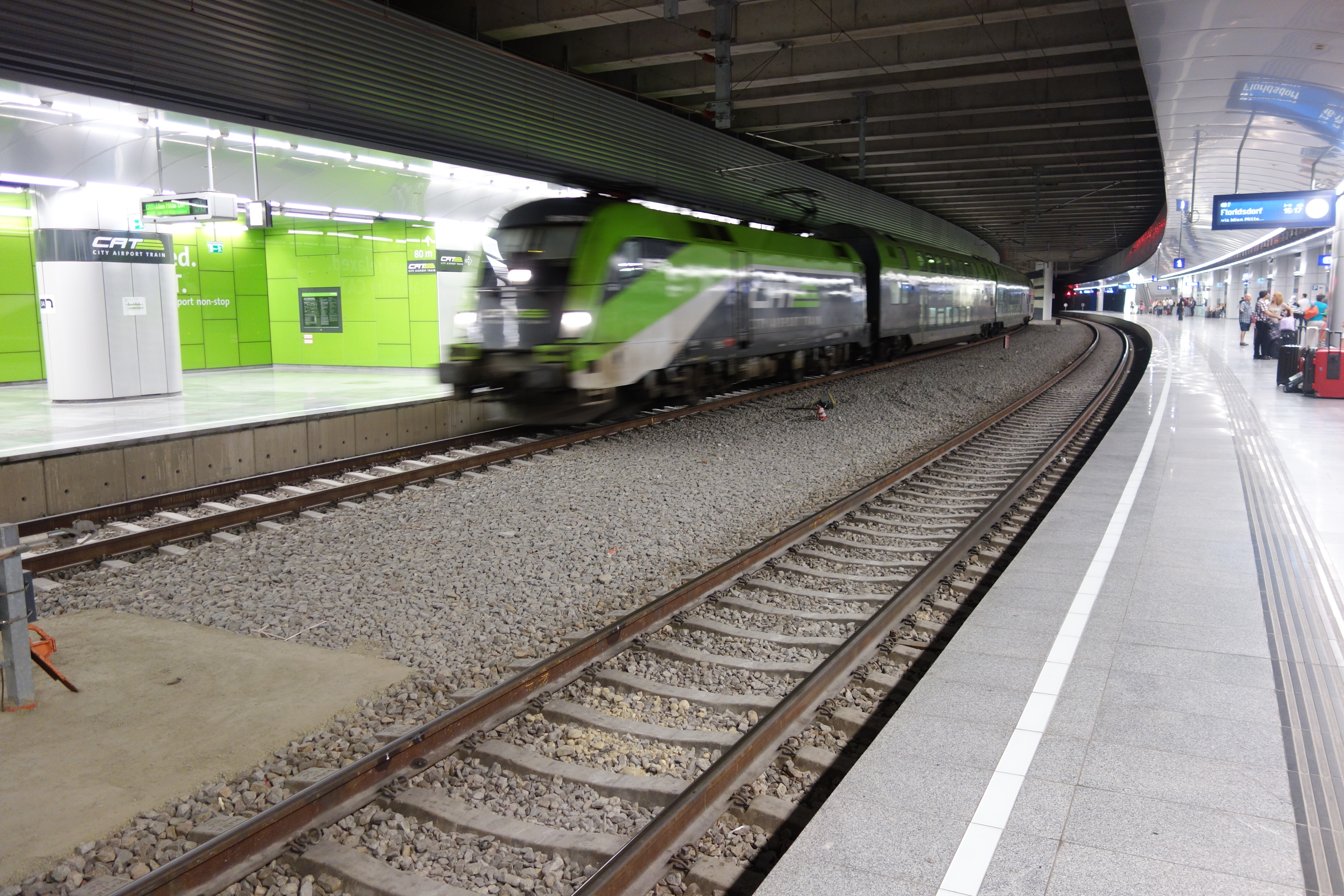
Eine Garnitur verlässt den Bahnhof Flughafen Wien

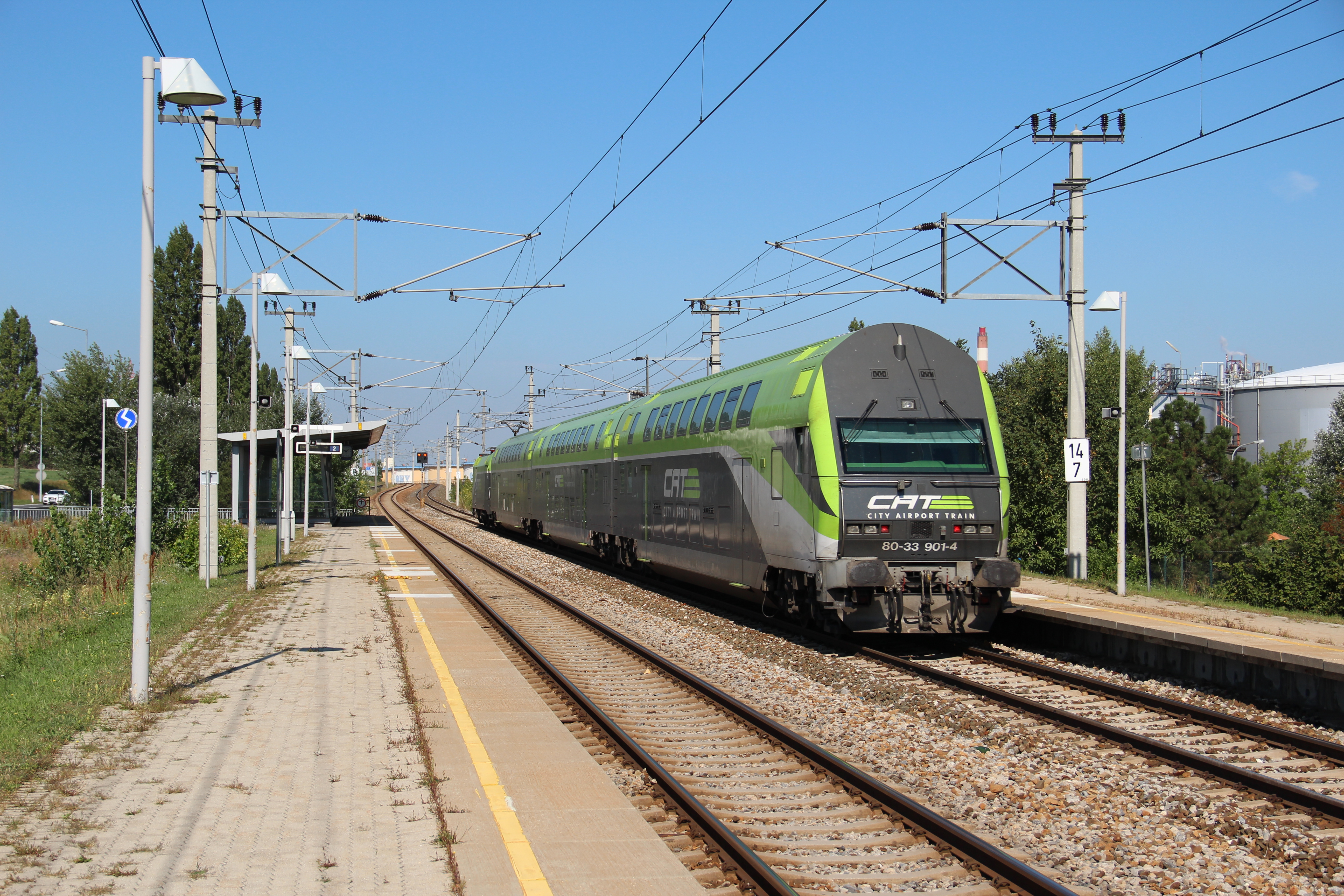
Auf der Strecke bei Mannswörth

Für den Betrieb des CAT wurde im Februar 2002 eine eigene Betreibergesellschaft, die City Air Terminal Betriebsgesellschaft m.b.H., gegründet, die sich im gemeinsamen Besitz der ÖBB-Personenverkehr AG (49,9 % der Anteile) und der Flughafen Wien AG (50,1 % der Anteile) befindet. Sitz der Gesellschaft ist am Flughafen Wien. Das Konzept der Zuggattung wurde der Öffentlichkeit im Rahmen des Donauinselfestes 2003 vorgestellt, die Aufnahme des Fahrbetriebs erfolgte am 14. Dezember 2003.
Die Züge verkehren zwischen dem Bahnhof Flughafen Wien und dem Bahnhof Wien Mitte täglich halbstündlich vom zeitigen Morgen bis etwa Mitternacht. (36 Fahrten pro Richtung und Tag) Für die rund 20 Kilometer lange Strecke benötigt der CAT ohne Zwischenhalte 16 Minuten. 
Vom 19. März 2020 bis 28. März 2022 fuhren vorübergehend aufgrund der COVID-19-Pandemie keine Züge mehr.
In den 20 Jahren Betriebszeit beförderte der CAT rund 20 Millionen Fahrgäste auf dieser Strecke (Stand 2023).

### Abfahrtsbahnhöfe
Sowohl am Flughafen als auch in Wien Mitte fahren die CAT-Züge von eigenen, unterirdischen Bahnhofsbereichen ab. In Wien befindet sich die City Air Terminal genannte Abfahrtsstelle mit den Check-in-Schaltern für diverse Fluglinien ebenerdig im Eingangsbereich des Einkaufscenters The Mall in der Nähe des Ausgangs Marxergasse. Am Flughafenbahnhof hält der Zug am östlichen Ende des Bahnsteigs 3.

### Rollmaterial

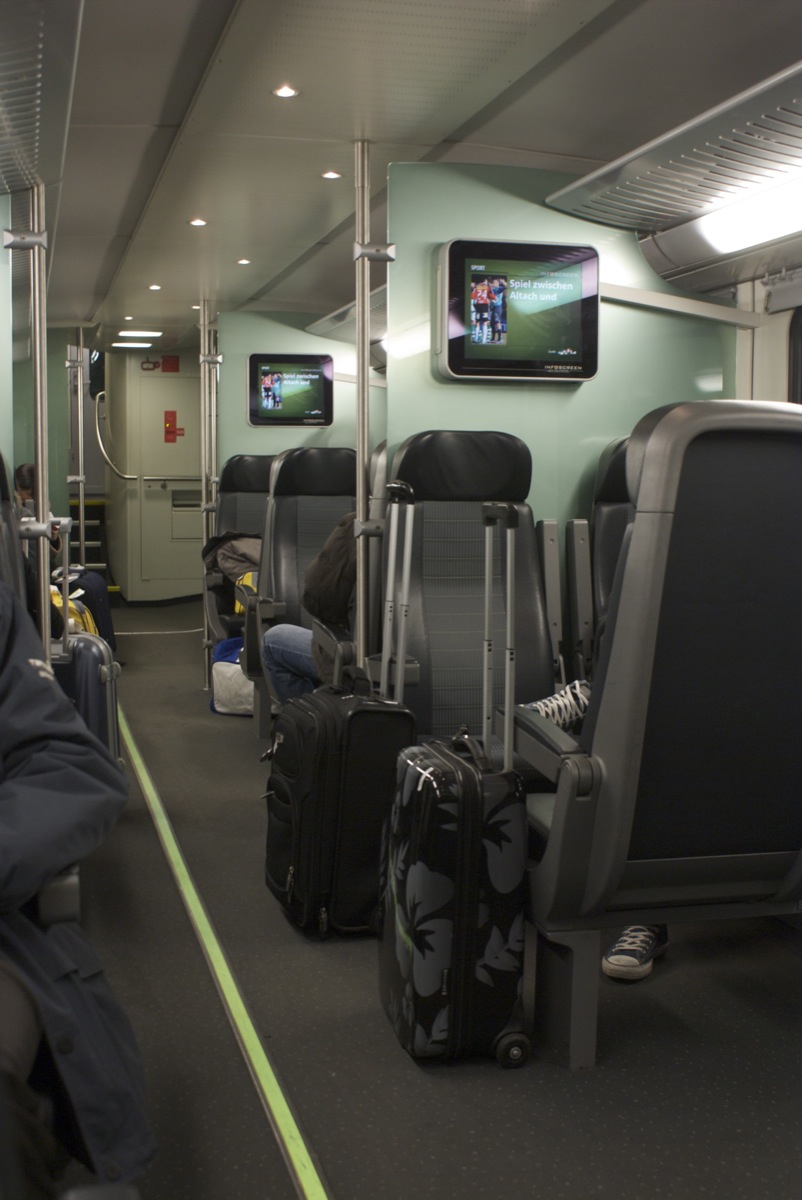
Innenraum einer CAT-Garnitur im alten Design

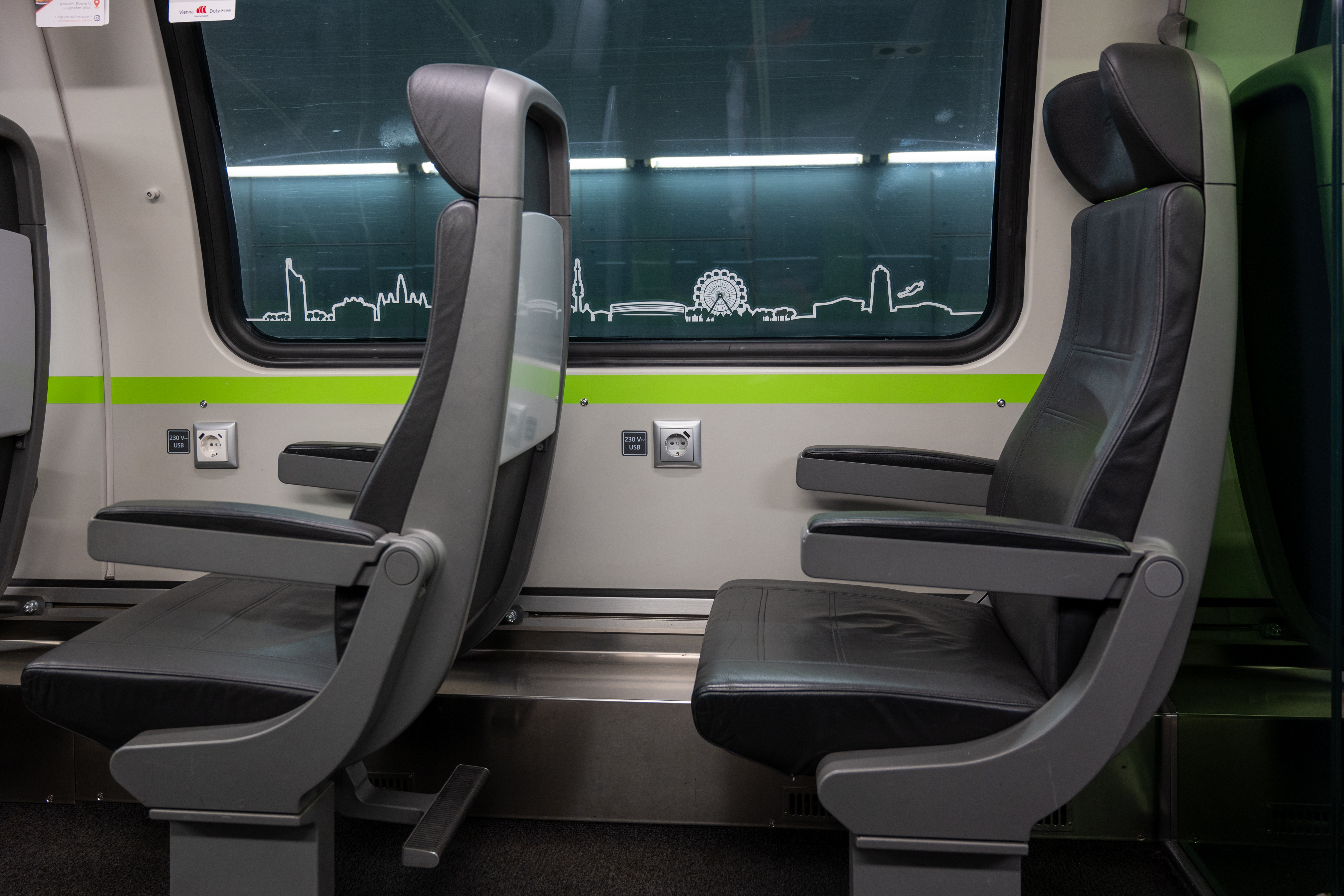
Sitzplätze mit Steckdosen für Strom, USB-A- und USB-C-Anschlüssen (2024)

Eine CAT-Wendezuggarnitur besteht normalerweise aus einem Triebfahrzeug der Reihe 1016 sowie aus drei Doppelstockwagen, von denen einer ein Steuerwagen ist. Die Wagen sind speziell für den Verkehr zum Flughafen adaptiert und verfügen über Klimaanlage, spezielle Sitze, Stauraum für Gepäck, Steckdosen, WLAN und ein Infotainmentsystem für die Passagiere. Ende 2012 wurden die mehrsystemfähigen 1116-Lokomotiven gegen die reine 15-kV-Variante 1016 getauscht. Vor dem Einsatz der Reihe 1116 wurden die Züge mit Lokomotiven der Reihe 1014 bespannt. Jede Zuggarnitur des CAT bietet für 243 Personen einen Sitzplatz.
Ab 2027 ist der Ersatz der aktuell eingesetzten Garnituren durch drei fünfteilige Doppelstocktriebzüge der Baureihe 4705 (Stadler KISS) geplant, die eine Höchstgeschwindigkeit von 200 km/h erreichen können und über eine Sitzplatzkapazität von 300 Fahrgästen verfügen. Die Züge wurden aus einen 2022 vereinbarten Rahmenvertrag abgerufen.

## Service
Der CAT strebt mit seiner Konzeption und Preisgestaltung ein anderes Marktsegment als sonstige ÖPNV-Produkte an. Für CAT-Passagiere besteht die Möglichkeit im City Air Terminal für ihren Flug einzuchecken und auch das Gepäck aufzugeben. Diese Option wird mittlerweile für rund 80 Prozent aller Flüge angeboten. Dieser sogenannte City Check-in ist bis 75 Minuten vor Abflug und in vielen Fällen bereits 24 Stunden vorab möglich (eine Auflistung aller Fluglinien und der jeweiligen Annahmezeiten ist dem Webauftritt des CAT zu entnehmen). Das Reisegepäck geht nach dem City Check-in in den Gewahrsam der jeweiligen Fluglinie über und wird am Flughafen automatisch weitergeleitet.
Im City Air Terminal und am Flughafen befinden sich besetzte Informationsschalter. In jeder Garnitur sind zudem Zugbegleiter für Fragen und Ticketkontrolle bzw. -verkauf unterwegs.
Im Zug sowie im Terminal Wien-Mitte liegen kostenlos tagesaktuelle Zeitungen und Magazine in Deutsch und Englisch auf, weiters wird im CAT-WLAN gratis Zugang zu elektronischen Zeitschriften angeboten. Außerdem erhält ein Fahrgast mit einem entwerteten CAT-Ticket einen um 10 Euro ermäßigten Zutritt zu den vom Flughafen Wien betriebenen Lounges.
Der CAT Bonus Club ist der Kundenclub des City Airport Train. Bonus-Club-Mitglieder sammeln bei ihren Fahrten Punkte, die gegen Prämien oder Rabatte beim künftigen Ticketkauf eingetauscht werden können. Die Mitgliedschaft ist kostenlos.

## Ticketoptionen, Fahrpreis und Alternativen
Fahrkarten können an beiden Endbahnhöfen jeweils am Informationsschalter oder beim Ticketautomaten, im Zug oder auch vorab online erworben werden. Angeboten werden Einzel- und Retourtickets sowie eine Jahreskarte. Für die Weiterfahrt im gesamten Wiener Stadtgebiet („Kernzone Wien“) kann eine kombinierte Fahrkarte erworben werden, welche die Fahrt mit dem CAT sowie ein Wien-Einzelticket inkludiert oder optional dort auch für 24, 48 oder 72 Stunden gültig ist. Die Tickets für den City Airport Train kosten 14,90 Euro für eine Einzelfahrt und 24,90 Euro für eine Hin- und Rückfahrkarte. 
Dank der Kooperation mit den ÖBB, dem Verkehrsverbund Ost-Region und den Wiener Linien sowie dem „KlimaTicket“ können Inhaber einer Wiener-Linien-Jahreskarte, eines „KlimaTickets“ oder einer ÖBB-Vorteilscard sowie des Top-Jugendtickets und der Wiener Linien Semesterkarte den CAT um mehr als 50 % ermäßigt nutzen. Die rabattierten CAT-Tickets kosten somit 7 Euro (einfache Fahrt) und 12 Euro (hin und retour). Die Zuggattung versteht sich als Premiumprodukt mit entsprechender Preisstruktur. Für Inhaber verschiedener Kundenkarten wird jedoch eine Ermäßigung gewährt. Kinder bis 15 Jahre werden kostenlos transportiert. 
Der übrige Schienenverkehr zum Flughafen ist tarifmäßig Teil des Verkehrsverbunds Ost-Region. Die S-Bahn-Linie S7 benötigt für dieselbe Strecke, jedoch mit Halt an allen Stationen, 9 Minuten länger (25 Minuten gesamt) und verkehrt darüber hinaus bis Floridsdorf und Mistelbach/Laa an der Thaya. Ähnlich dem CAT fahren die S-Bahn-Züge vom zeitigen Morgen bis etwa Mitternacht im gegenüber dem CAT zeitversetzten Halbstundentakt. Die Züge der S7 benützen in Wien Mitte und am Flughafen jedoch andere Bahnhofsbereiche.
Weiters können nach und in Wien auch die Fernverkehrslinien (Railjet) mit Verbundfahrscheinen benützt werden. Diese verkehren ebenso halbstündlich vom Flughafen nach Wien Hauptbahnhof und Wien Meidling und darüber hinaus (aufpreispflichtig) in den Westen bzw. Süden Österreichs. Die Fahrzeit zwischen Flughafen und Hauptbahnhof beträgt 15 bis 18 Minuten.
Eine umfassende Auflistung der Verkehrsanbindungen zum Wiener Flughafen findet sich unter: Verkehrsanbindung des Wiener Flughafens.

## Corporate Design
Die gesamte Innen- und Außengestaltung sowie die Markenführung des City Airport Train stammen von dem auf strategisches Design spezialisierten Unternehmen Spirit Design aus Wien. Es wurde mehrfach ausgezeichnet: Nominierung für das einheitliche CAT Corporate Design beim Corporate Design Preis 2004, Designpreis der Bundesrepublik Deutschland in Silber 2006, D&AD Award (Jahrbuch Eintragung), Design Management Europe („Honorable Mention“, deutsch „lobende Erwähnung“), IDEA 2008 (Nominierung). Der Webauftritt des CAT gewann darüber hinaus den ersten Preis beim Crystal Web Award 2006 und ein Signum Laudis (deutsch etwa „Zeichen des Lobes“) in Gold beim TAI-Werbe-Grand-Prix 2006.
Folgende NCS-Farben wurden für das Lackschema der Fahrzeuge verwendet:
- S 0500-N (weiß): Seitenflächen und CAT-Schriftzug an der Front
- S 0575-G40Y (gelbgrün): CAT-Streifen und umlaufende Zierlinien
- S 3502-B (hellgrau): Dachbereich
- S 5502-B (hellgrau): Pufferbereich, Rahmen, Schürze, Drehgestelle und Bahnräumer
- S 7502-B (dunkelgrau): CAT-Schriftzug an den Seiten und Stirnpartien im Bereich der Fenster
- S 8502-B (dunkelgrau): Absetzlinien oben sowie umlaufend unten

Im August 2010 wurde ein Überholungsprojekt gestartet. Zwei Monate später zeigte sich die erste Garnitur inklusive Lok in neuem Design. Auch der Innenraum wurde komplett modernisiert. Seit Jahresbeginn 2011 präsentieren sich alle Garnituren sowohl innen als auch außen neugestaltet.

## Umwelt
Der CAT wird mit emissionsfreiem Bahnstrom aus 100 Prozent erneuerbarer Energie (92 % Wasserkraft, 8 % Windkraft) betrieben, seit 2012 ist der Flughafenzug Partner von klima:aktiv. Bei den European Rail Congress Awards 2013 wurde der zur Gänze CO2-freie Bahnstrom der ÖBB-Infrastruktur AG, welchen die Betriebsgesellschaft als erster Kunde seit 2011 bezieht, in der Kategorie Excellence in Environmental Sustainability (deutsch etwa „Spitzenleistung in der ökologischen Nachhaltigkeit“) mit dem ersten Preis prämiert.

## Kritik
Durch die Nutzung des City Airport Train werden CO2-Emissionen am Boden vermieden. Jedoch wird dieser Gewinn durch das Wachstum des Flugverkehrs vollkommen zunichtegemacht; deshalb wird der Flughafen Wien AG Greenwashing vorgeworfen.